# Conjecture de Baum-Connes
En mathématiques, plus précisément en K-théorie des algèbres d'opérateurs (en), la conjecture de Baum-Connes suggère un lien entre la K-théorie de la C*-algèbre d'un groupe et la K-homologie (en) de l'espace classifiant les actions propres de ce groupe.
Elle propose ainsi une correspondance entre deux objets mathématiques de nature différente, la K-homologie étant liée à la géométrie, à la théorie des opérateurs différentiels et à la théorie de l'homotopie, tandis que la K-théorie de la C*-algèbre réduite d'un groupe (en) est un objet purement analytique.
La conjecture, si elle était vraie, aurait pour conséquences quelques célèbres conjectures antérieures. Par exemple, la partie surjectivité implique la conjecture de Kadison-Kaplansky pour un groupe discret sans torsion et la partie injectivité est étroitement liée à la conjecture de Novikov (en).
La conjecture est aussi très liée à la théorie de l'indice (en) (car l'application d'assemblage µ est une sorte d'indice) et joue un rôle majeur dans le programme de géométrie non commutative d'Alain Connes.
Les origines de la conjecture remontent à la théorie de Fredholm (en), au théorème de l'indice d'Atiyah-Singer, et à l'interaction entre la géométrie et la K-théorie des opérateurs telle qu'elle est formulée dans les travaux de Brown, Douglas et Fillmore, parmi bien d'autres sujets motivants.

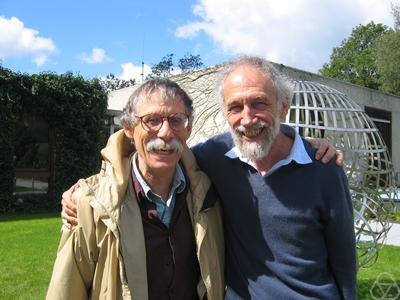
Paul Baum et Alain Connes en 2004 à Oberwolfach.

## Formulation
Soit Γ un groupe localement compact à base dénombrable (par exemple un groupe discret dénombrable). On peut définir le morphisme d'assemblage :
{\displaystyle \mu \colon RK_{k}^{\Gamma }({\underline {E\Gamma }})\to K_{k}(C_{\lambda }^{*}(\Gamma ))~,}
où {\displaystyle RK_{k}^{\Gamma }({\underline {E\Gamma }})} et {\displaystyle K_{k}(C_{\lambda }^{*}(\Gamma ))} (k valant 0 ou 1) désignent respectivement :
- la K-homologie équivariante à supports Γ-compacts de l'espace E Γ qui classifie les actions propres de Γ,
- la K-théorie de la C*-algèbre réduite de Γ.

Paul Baum et Alain Connes ont conjecturé, en 1982, que
le morphisme d'assemblage μ est un isomorphisme.
Comme le membre de gauche semble moins difficile à calculer que celui de droite (parce qu'on connait très peu de théorèmes généraux de structure sur les C*-algèbres), on considère souvent cette conjecture comme une explicitation du membre de droite.
À l'origine, la conjecture n'était pas formulée en ces termes car la notion de K-homologie équivariante n'avait pas encore émergé.
Dans le cas où Γ est discret et sans torsion, le membre de gauche se réduit à la K-homologie non équivariante à supports compacts de l'espace classifiant usuel BΓ de Γ.

## Conjecture à coefficients
Il existe aussi une forme plus générale, dite à coefficients, de la conjecture Baum-Connes, dans laquelle les deux membres sont à coefficients dans une C*-algèbre A sur laquelle Γ agit par automorphismes. Elle s'énonce dans le langage de la KK-théorie (de) en disant que le morphisme d'assemblage
{\displaystyle \mu _{A,\Gamma }\colon RKK_{*}^{\Gamma }({\underline {E\Gamma }},A)\to K_{*}(A\rtimes _{\lambda }\Gamma )}
est un isomorphisme, et la version sans coefficients correspond au cas A = ℂ.
Cependant, en 2002, Nigel Higson, Vincent Lafforgue et Georges Skandalis ont trouvé des contre-exemples à la conjecture à coefficients, en s'appuyant sur des résultats de Gromov (néanmoins non reconnus, en 2008, par la totalité de la communauté mathématique) qui concernent les graphes expanseurs dans les graphes de Cayley. Même si cette construction se confirme, la conjecture à coefficients reste un sujet de recherche active car, contrairement à la conjecture classique, on la considère souvent comme un énoncé concernant des groupes ou ensembles de groupes particuliers.

## Exemples
Soit Γ le groupe ℤ des entiers relatifs. Alors le membre de gauche est la K-homologie de son classifiant Bℤ qui est le cercle. Par l'isomorphisme de Gelfand (en), qui n'est autre ici que la transformation de Fourier, la C*-algèbre du groupe est isomorphe à l'algèbre des fonctions continues sur le cercle, donc le membre de droite est la K-théorie topologique du cercle. Le morphisme d'assemblage est alors la dualité de Poincaré en KK-théorie (définie par Gennadi Kasparov (de)) et c'est un isomorphisme.
Un autre exemple simple est donné par les groupes compacts. Dans ce cas, les deux membres sont naturellement isomorphes à l'anneau des représentations complexes (en) Rℂ(K) du groupe K, et le morphisme d'assemblage, via ces isomorphismes, est l'application identité.

## Résultats partiels
La conjecture sans coefficients est toujours non résolue en toute généralité. Elle a été le sujet de nombreux travaux, et a été démontrée pour les classes de groupes suivantes :
- les groupes ayant la propriété de Haagerup (en), ou groupes a-T-moyennables de Gromov[2], qui vérifient même la conjecture à coefficients[3]
(parmi les groupes a-T-moyennables figurent les groupes moyennables, les groupes de Coxeter, les groupes agissant proprement sur un arbre ou sur un complexe cubique CAT(0) ; ceci inclut aussi les groupes de Lie SO(n,1), SU(n,1) et leurs sous-groupes discrets) ;
- les groupes à une relation (i.e. admettant une présentation avec un nombre fini de générateurs et une seule relation), qui vérifient même la conjecture à coefficients[4] ;
- les sous-groupes discrets cocompacts des groupes suivants[5],[6] :
  - les groupes de Lie réels de rang 1 : on l'a vu plus haut pour SO(n,1) et SU(n,1), mais ceci inclut aussi Sp(n,1) (n > 1) et F4(–20) qui, eux, ont la propriété (T)[7],
  - SL3 d'un corps local (par exemple ℝ, ℂ ou le corps ℚp des nombres p-adiques), qui a également la propriété (T)[8]

(les groupes discrets infinis ayant la propriété (T) de Kazhdan et pour lesquels on sait démontrer la conjecture sont encore rares ; ces premiers exemples n'ont été exhibés qu'en 1998, par Vincent Lafforgue,) ;
- les groupes hyperboliques de Gromov et leurs sous-groupes (ceci inclut en particulier les réseaux cocompacts des groupes de Lie de rang 1), qui vérifient même la conjecture à coefficients[11].

Dans le cas des groupes non discrets, on dispose de résultats très généraux :
- la conjecture est connue pour les groupes de Lie réels connexes réductifs (A. Wassermann, 1987) ;
- plus généralement, elle a été démontrée par J. Chabert, S. Echterhoff et R. Nest[12] pour la classe des groupes presque connexes (un groupe topologique G est dit presque connexe si G/G0 est compact, où G0 est la composante connexe de l'identité dans G), et aussi pour les groupes algébriques sur les corps locaux de caractéristique nulle (ℝ, ℂ et les extensions finies de ℚp).

L'injectivité est connue pour bien plus de groupes grâce à la méthode Dirac-dual Dirac. Celle-ci remonte à des idées de Michael Atiyah, généralisées et formalisées en 1987 par Gennadi Kasparov. L'injectivité est connue pour les classes suivantes :
- les sous-groupes discrets de groupes de Lie connexes ou virtuellement connexes,
- les sous-groupes discrets des groupes p-adiques,
- les groupes boliques (qui sont une généralisation des groupes hyperboliques),
- les groupes agissant de façon moyennable sur un espace compact.

L'exemple le plus simple d’un groupe dont on ne sait pas s'il vérifie la conjecture est SL3(ℤ).